# 広州地下鉄22号線
広州地下鉄22号線（こうしゅうちかてつ22ごうせん、中文表記: 广州地铁22号线、英文表記: Guangzhou Metro Line 22）、別名南駅快線は、中華人民共和国広東省広州市番禺区の番禺広場と陳頭崗を結ぶ広州地下鉄の路線系統である。広州地鉄集団有限公司が運営する。ラインカラーは■濃琥珀色。路線距離18.2キロで、2023年現在、広州地下鉄において最短・駅数最少の地下鉄路線である。広州地下鉄においてGoA3自動運転を導入した初の地下鉄路線でもある。南東－北西方向で4駅、1車両基地、2停車場がある。8両編成のD型列車を使用。
本線番禺広場 - 陳頭崗間は2022年3月31日に開業、残りの区間（陳頭崗 - 芳村間）は建設中。22号線系統内では、北延伸線（芳村 - 機場北間）は芳白都市間鉄道と呼び、その建設は2021年12月31日に開始。未来、22号線本線は系統内で北延伸線と直通運転し、22号線系統外で広花都市間鉄道（18号線北延伸線）と直通運転する予定である。

## 概况

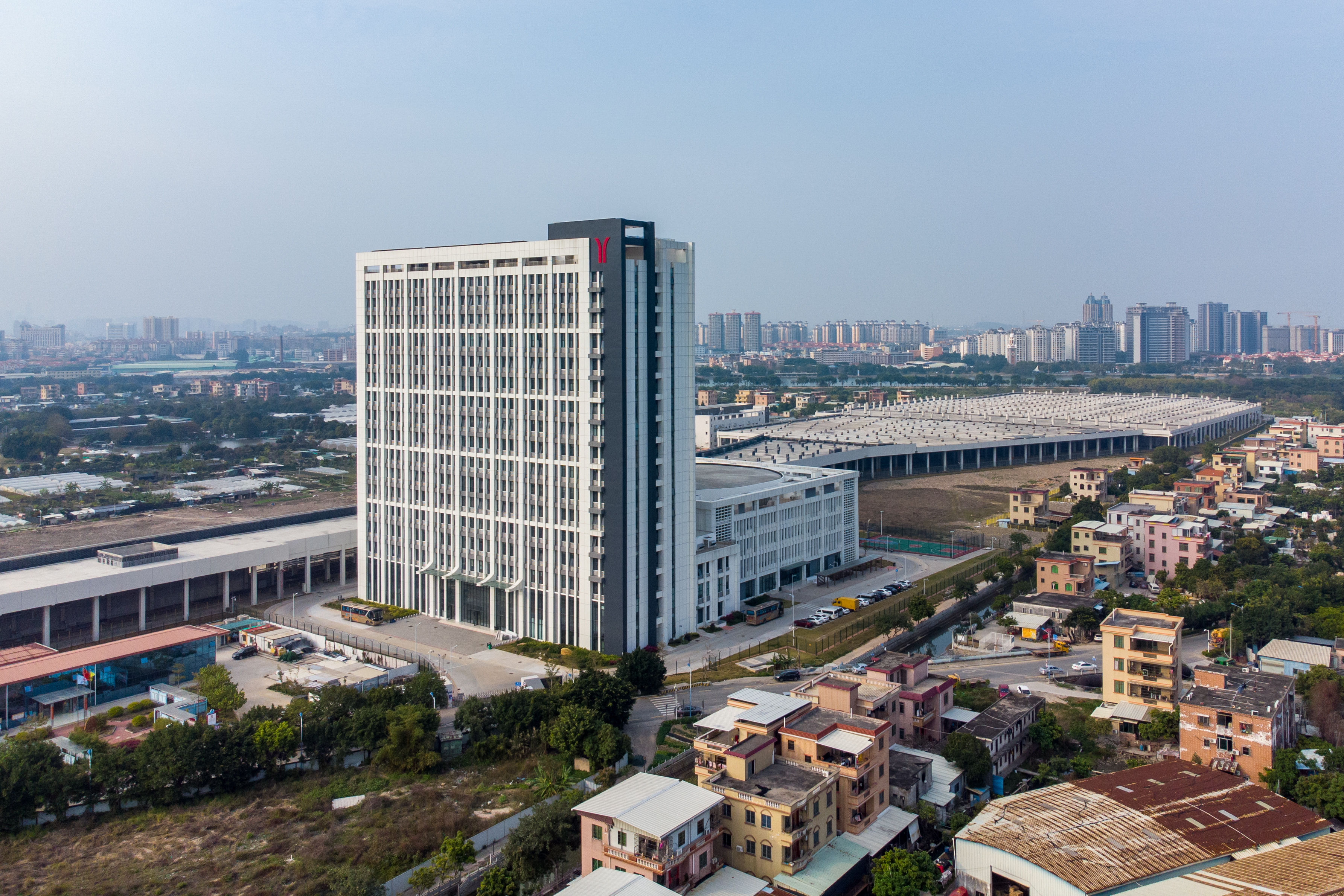
隴枕停車場

22号線は南東－北西方向の路線で、番禺区の番禺広場を起点とし、番禺大道北、東環路、市広路、広明高速公路を沿って西へ広州南駅まで進み、北西の方向をとり、陳頭崗（現終点駅）に至る。今後、東新高速公路、環翠南路を沿って西塱まで進み、北へ芳村まで至る予定である。
本線の番禺広場 - 芳村間全長30.8kmで、地下線を走る。総計8駅の中に乗換駅4駅ある。平均駅間距離は4.2km、最小駅間距離は南浦西 - 南漖間の2.1km、最大駅間距離は市広路 - 広州南駅間の7.2kmである。
停車場は本線は陳頭崗停車場と隴枕停車場。主変電所は陳頭崗停車場内に位置する。運転指令所は隴枕停車場内にある隴枕コントロールセンター。該当運転指令所は18号線、22号線などの都市間鉄道路線の指令業務を行っている。
未来、22号線は芳村から、国鉄の広州駅、白雲駅を経由し、広州白雲国際空港まで延伸する予定である。該当北延伸線は広州芳白城際軌道交通有限公司によって建設・運営される。なお、南沙区を経由して東莞市、深圳市への延伸を備えて、番禺広場駅で予備構造が建てられている。

## 沿革

### 計画
- 2010年 - 2010年計画案が発表。

該当計画案では「白鵝潭連絡快線」という、広州南駅 - 西塱 - 白鵝潭（すなわち石囲塘）間のルートをとった路線が挙げられたが、あとの計画で撤回された。
- 2015年3月 - 22号線建設計画告示。

当初は芳村 - 広州東駅 - 天河馬場 - 磨碟沙 - 欖核 - 大崗 - 横瀝 - 万頃沙間のルート、すなわち現在の18号線のルートをとる。駅が少ない、高速度な快速路線で、広州市中心部・番禺区中心部・南沙区を結ぶ。
- 2015年12月 - 18号線と路線番号を交換、「南駅 - 南沙快線」と位置付けた。

本線は白鵝潭 - 広州南駅 - 番禺広場 - 番禺大道南 - 横瀝 - 万頃沙間のルートをとることになり、横瀝 - 万頃沙間で線路を18号線と共用する予定であった。
- 2017年3月下旬 - 22号線の建設は批准された。なお、北西方向の終点駅を石囲塘駅から芳村駅に変更。[6]。
- 2017年4月中旬 - 環境アセスメント告示によると、2駅が増設されたという[7]。

南沙区にある広東自由貿易区を発展させるため、快速路線として18号線と合わせて先行建設を決定。
- 2020年8月 - 「芳村 - 白雲空港都市間鉄道」、すなわち「芳白都市間鉄道」として北延伸線の建設が発改委により批准された[注 1][10][11]。機場東駅まで延伸する路線であった[12]。
- 2020年11月 - 芳白都市間鉄道（北延伸線）の工事請負入札募集告示によると、彩虹橋、白雲駅、彭辺（14号線と乗換）、白雲城市中心、人和などの地域で駅を設け、白雲空港のターミナル2まで延伸する予定になった[13]。

さらなる延伸を備えて機場北駅で準備建設を行う予定である。
- 2021年3月 - 芳白都市間鉄道（北延伸線）の第1回環境アセスメントが行われた。
- 2021年6月 - 芳白都市間鉄道（北延伸線）の第2回環境アセスメントが行われた。

該当環境アセスメントで、ルートが変更された。彭辺駅がキャンセルされた一方、夏茅駅、国鉄広州駅が増設（24号線と乗換）。
- 2021年8月 - 芳白都市間鉄道（北延伸線）の工事可能性研究報告が可決[16]。

### 建設
- 2017年9月1日 - 22号線の工事可能性研究報告が広州市発改委により可決。広東省が一部の行政権限を広州市・深圳市に移管した以来、市による初の可決路線である[17]。
- 2018年8月29日 - 22号線の掘進工事が祈福駅（現市広路駅）付近から開始。[18]。
- 2019年11月5日 - 祈福駅 - 広州南駅間右線トンネル貫通。該当路線で貫通した初のトンネルである。[19]
- 2019年12月10日 - 祈福駅の構造工事が完了。該当路線で構造工事完了した初の駅である。[20]
- 2020年8月29日 - 22号線のレール敷設工事が祈福駅 - 広州南駅間で開始[21]。
- 2020年12月 - 陳頭崗停車場・主変電所は所有・運営・管理の権限を運営側に移管。試運営開始。[22]
- 2021年3月23日 - 22号線の掘進工事完了、全線トンネル貫通。[23]。
- 2021年6月2日 - レール敷設工事完了[24][25]。
- 2021年7月15日 - 本線の番禺広場 - 陳頭崗間のトンネルは所有・運営・管理権を運営側に移管。[26]

しかし、路線が大鵬高圧ガス輸送管を下から横切ったため、広州南駅 - 市広路間のみにおいて移管・試運営が後回しされた。
大鵬高圧ガス輸送管は設計圧力9.2MPaでアジアで圧力が最高の輸送管である。地下鉄路線と600メートル程度の区間を並走。地下鉄トンネルとの最小距離は12メートル。
- 2021年8月 - 本線の番禺広場 - 陳頭崗間各駅は所有・運営・管理権を運営側に移管。[31]
- 2021年12月31日 - 芳白都市間鉄道（北延伸線）が着工式典を方石車両基地および夏茅駅で挙行[32]。
- 2022年3月18日 - 広州芳白城際軌道交通有限公司が成立。該当会社は芳白都市間鉄道の建設・運営・管理事務に当たる[2]。
- 2022年3月23日 - 大鵬高圧ガス輸送管に関する本線の番禺広場 - 陳頭崗間の安全アセスメントが完了。[33]

現在、運転安全措置として、該当区間で運転速度制限が講じられている。
- 2022年4月 - 芳白都市間鉄道（北延伸線）の掘進工事が開始[34]。
- 2022年6月10日 - 大鵬高圧ガス輸送管の改築工事が市発改委によって批准された[35]。
- 2022年6月30日 - 北延伸線の夏茅駅の構造工事が開始[36]。
- 2022年12月 - 本線の南浦西駅の構造工事が完了[37]。

### 運営
- 2022年3月31日 - 本線の番禺広場 - 陳頭崗間が開業。[1]。

## 駅一覧

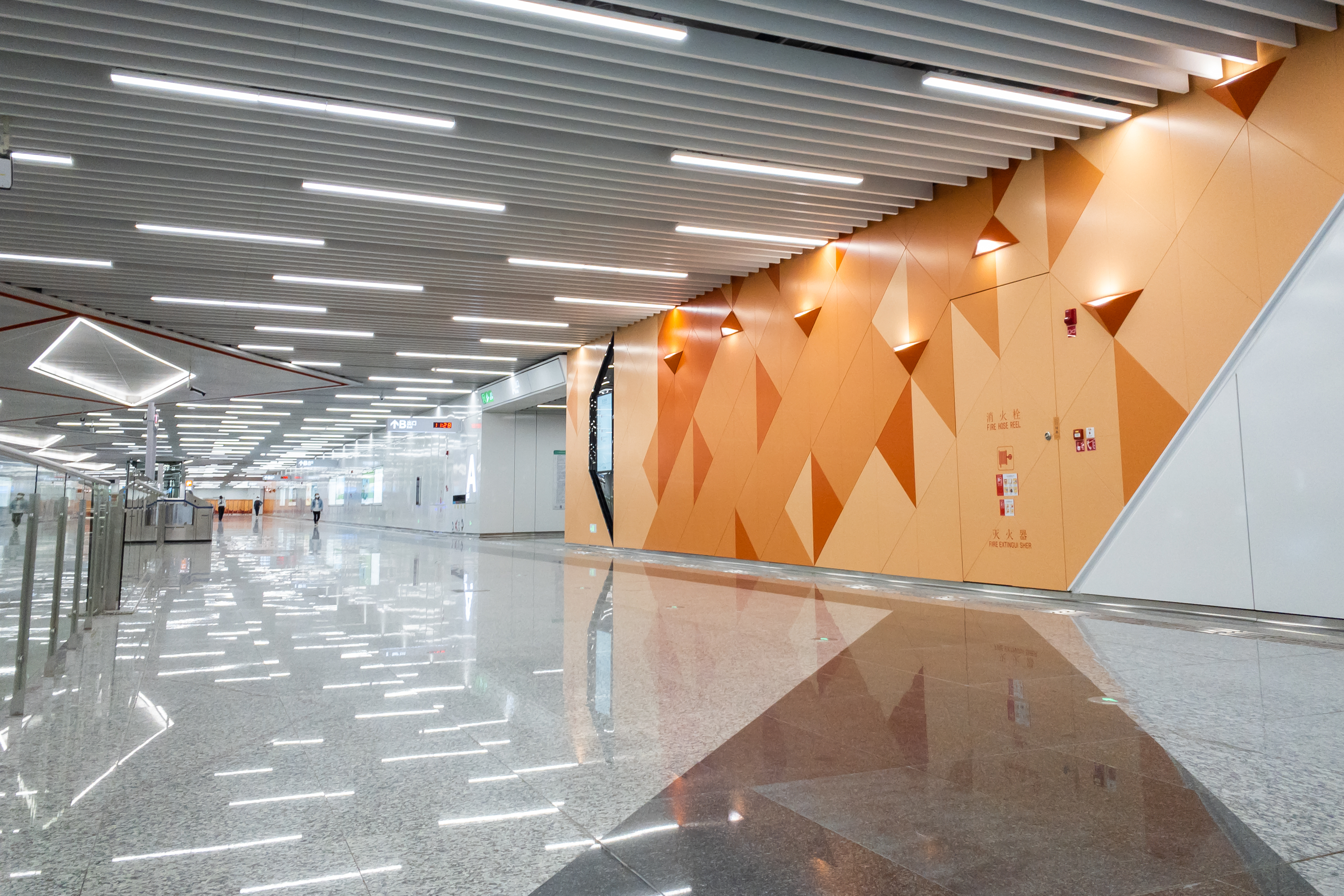
陳頭崗駅コンコース

駅名欄の背景色が■で、駅名が斜体字で表示されている駅は未開業の駅であることを表す。駅名は仮称で、駅番号は仮番号である。
| 駅番号                                                           | 駅名                                         | 駅名                                         | 駅名                                         | 駅間 キロ                                    | 営業 キロ                                    | 接続路線・備考 | 所在地                                       | 所在地                                       |                                              |
| 駅番号                                                           | 日本語                                       | 簡体字中国語                                 | 英語                                         | 駅間 キロ                                    | 営業 キロ                                    | 接続路線・備考 | 所在地                                       | 所在地                                       |                                              |
| 芳白都市間鉄道（22号線北延伸線） [表示/隠す]                     | 芳白都市間鉄道（22号線北延伸線） [表示/隠す] | 芳白都市間鉄道（22号線北延伸線） [表示/隠す] | 芳白都市間鉄道（22号線北延伸線） [表示/隠す] | 芳白都市間鉄道（22号線北延伸線） [表示/隠す] | 芳白都市間鉄道（22号線北延伸線） [表示/隠す] | 芳白都市間鉄道（22号線北延伸線） [表示/隠す]                                                                               | 芳白都市間鉄道（22号線北延伸線） [表示/隠す] | 芳白都市間鉄道（22号線北延伸線） [表示/隠す] | 芳白都市間鉄道（22号線北延伸線） [表示/隠す] |
| ---------------------------------------------------------------- | -------------------------------------------- | -------------------------------------------- | -------------------------------------------- | -------------------------------------------- | -------------------------------------------- | --- | -------------------------------------------- | -------------------------------------------- | -------------------------------------------- |
|                                                                  | 機場北駅                                     | 机场北站                                     | Airport North                                | -                                            | -                                            | ✈広州白雲国際空港 ターミナル2 ■ 3号線 330 広仏環状線 白雲機場北駅                                                          | 広東省広州市                                 | 花都区                                       |                                              |
|                                                                  | 機場南駅                                     | 机场南站                                     | Airport South                                | -                                            | -                                            | ✈広州白雲国際空港 ターミナル1 ■ 3号線 329 広仏環状線 白雲機場南駅（未開業） 穂深都市間鉄道 白雲機場南駅（未開業）          | 広東省広州市                                 | 花都区                                       |                                              |
|                                                                  | 機場東駅                                     | 机场东站                                     | Airport East                                 | -                                            | -                                            | ✈広州白雲国際空港 ターミナル3（未開業） 広仏環状線 白雲機場南駅（未開業） 穂深都市間鉄道 白雲機場南駅（未開業）            | 広東省広州市                                 | 白雲区                                       |                                              |
|                                                                  | 人和駅                                       | 人和站                                       | Renhe                                        | -                                            | -                                            | ■ 3号線 327 | 広東省広州市                                 | 白雲区                                       |                                              |
| ← 広花都市間鉄道（18号線北延伸線）・広清都市間鉄道と直通運転可能 |                                              |                                              |                                              |                                              |                                              | | 広東省広州市                                 | 白雲区                                       |                                              |
|                                                                  | 方石駅                                       | 方石站                                       | Fangshi                                      | -                                            | -                                            | ■ 18号線（広花都市間鉄道）（未開業）                                                                                       | 広東省広州市                                 | 白雲区                                       |                                              |
|                                                                  | 白雲城市中心駅                               | 白云城市中心站                               | Baiyun Urban Center                          | -                                            | -                                            | ■ 18号線（広花都市間鉄道）（未開業）                                                                                       | 広東省広州市                                 | 白雲区                                       |                                              |
|                                                                  | 夏茅駅                                       | 夏茅站                                       | Xiamao                                       | -                                            | -                                            | ■ 24号線（未開業） | 広東省広州市                                 | 白雲区                                       |                                              |
|                                                                  | 白雲駅                                       | 白云站                                       | Baiyun Railway Station                       | -                                            | -                                            | ■ 8号線 石潭駅 805 ■ 12号線（未開業） ■ 24号線（未開業） 中国国鉄 白雲駅（未開業） 広清都市間鉄道 白雲駅（未開業）         | 広東省広州市                                 | 白雲区                                       |                                              |
|                                                                  | 広州駅                                       | 广州火车站                                   | Guangzhou Railway Station                    | -                                            | -                                            | ■ 2号線 216 ■ 5号線 506 ■ 11号線（未開業） ■ 14号線（未開業） 中国国鉄 広州駅                                              | 広東省広州市                                 | 越秀区                                       |                                              |
|                                                                  | 彩虹橋駅                                     | 彩虹桥站                                     | Caihongqiao                                  | -                                            | -                                            | ■ 8号線 811 ■ 5号線 506 ■ 11号線（未開業） ■ 13号線（未開業）                                                              | 広東省広州市                                 | 荔湾区                                       |                                              |
| ↓ 本線に接続                                                     |                                              |                                              |                                              |                                              |                                              | | 広東省広州市                                 | 荔湾区                                       |                                              |
| 22号線本線                                                       |                                              |                                              |                                              |                                              |                                              | |                                              |                                              |                                              |
| ↑ 芳白都市間鉄道（22号線北延伸線）に接続                         | ↑ 芳白都市間鉄道（22号線北延伸線）に接続     | ↑ 芳白都市間鉄道（22号線北延伸線）に接続     | ↑ 芳白都市間鉄道（22号線北延伸線）に接続     | ↑ 芳白都市間鉄道（22号線北延伸線）に接続     | ↑ 芳白都市間鉄道（22号線北延伸線）に接続     | ↑ 芳白都市間鉄道（22号線北延伸線）に接続                                                                                   | 広東省広州市                                 | 荔湾区                                       |                                              |
| 2208                                                             | 芳村駅                                       | 芳村站                                       | Fangcun                                      | -                                            | -                                            | ■ 1号線 104 ■ 11号線（未開業） ■ 28号線（未開業）                                                                          | 広東省広州市                                 | 荔湾区                                       |                                              |
| 2207                                                             | 西塱駅                                       | 西塱站                                       | Xilang                                       | -                                            | -                                            | ■ 1号線 101 ■ 広仏線 GF18 ■ 10号線（未開業）                                                                               | 広東省広州市                                 | 荔湾区                                       |                                              |
| 2206                                                             | 南漖駅                                       | 南漖站                                       | Nanjiao                                      | -                                            | -                                            | | 広東省広州市                                 | 荔湾区                                       |                                              |
| 2205                                                             | 南浦西駅                                     | 南浦西站                                     | Nanpuxi                                      | -                                            | -                                            | | 広東省広州市                                 | 番禺区                                       |                                              |
| 2204                                                             | 陳頭崗駅                                     | 陈头岗站                                     | Chentougang                                  | -                                            | -                                            | | 広東省広州市                                 | 番禺区                                       |                                              |
| 2203                                                             | 広州南駅                                     | 广州南站                                     | Guangzhou South Railway Station              | -                                            | -                                            | ■ 2号線 201 ■ 7号線 701 ■ 仏山2号線 F227 中国高鉄 広州南駅 広肇都市間鉄道 番禺駅（未開業） 広恵都市間鉄道 番禺駅（未開業） | 広東省広州市                                 | 番禺区                                       |                                              |
| 2202                                                             | 市广路駅                                     | 市广路站                                     | Shiguanglu                                   | -                                            | -                                            | | 広東省広州市                                 | 番禺区                                       |                                              |
| 2201                                                             | 番禺広場駅                                   | 番禺广场站                                   | Panyu Square                                 | -                                            | -                                            | ■ 3号線 301 ■ 18号線 1803                                                                                                  | 広東省広州市                                 | 番禺区                                       |                                              |

## 運転形態
22号線は全列車が通し運転を行っており、全列車が番禺広場駅と陳頭崗駅の間で折り返し各駅停車。片方向走行時間は14分間で、発車間隔は7分30秒。

## 使用車両

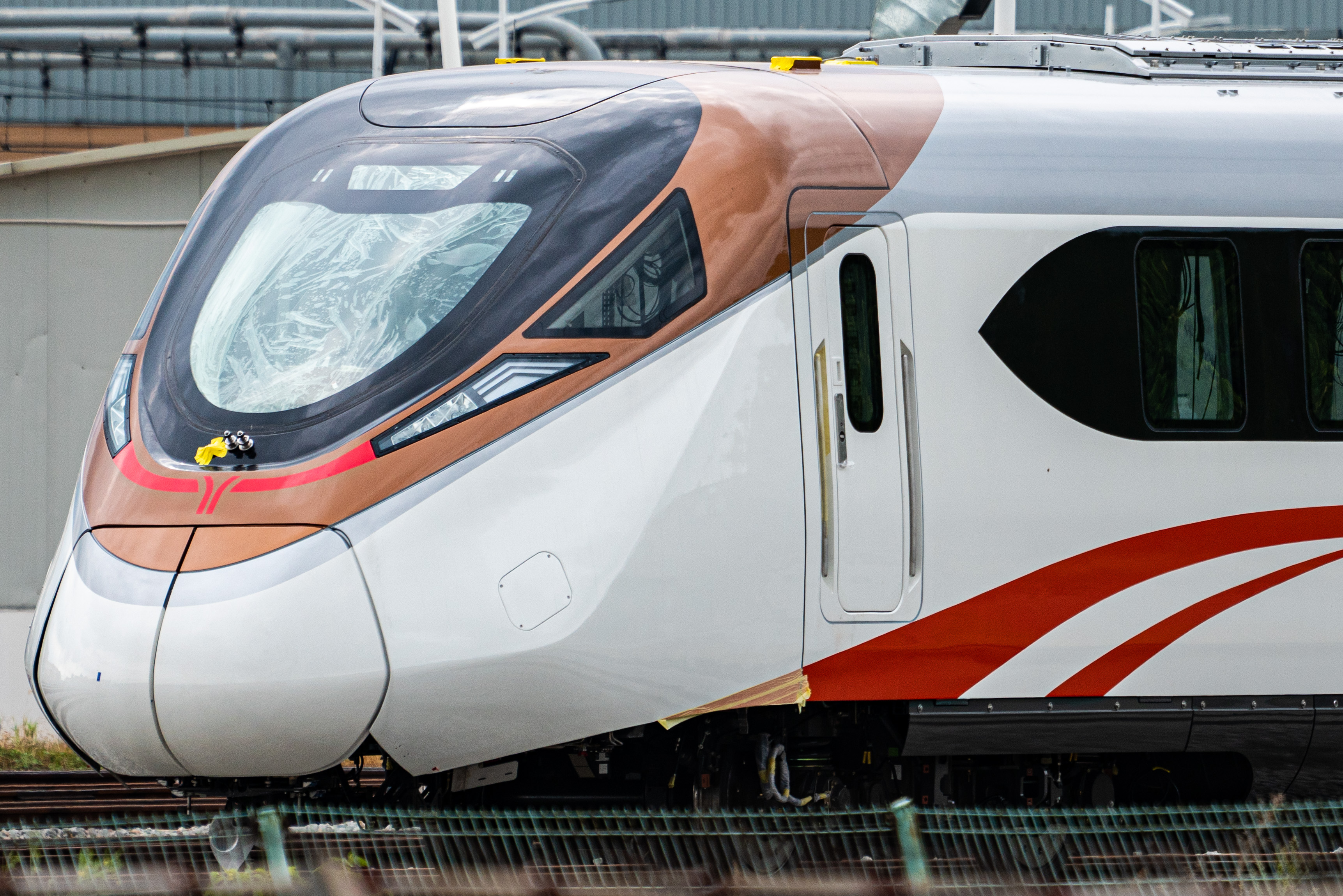
22号線列車

22号線は8両編成のD型市域快線列車を使用している。最高運転速度は160km/hである、2023年現在中国本土において最速で、高速レベルCBTCを導入した初の路線である、今後自動運転を実現する予定である。
D型列車は中車株洲機車により製造、2020年9月25日に納品開始。

## 今後の発展
22号線は今後南北両方向で延伸し、都市間鉄道に移行する予定である。北延伸線は広州駅、白雲駅、広州白雲国際空港に接続する。南方向は東莞市、深圳市まで延伸する。

### 今後の運転形態
22号線は番禺広場駅および北延伸線に位置する方石 - 白雲城市中心間では18号線との連絡線を設置し、多数の駅で緩行停車線・を設置するため、両路線での直通運転・緩急分離運転が可能である。例えば、深圳市/東莞市 - 広州の白雲駅間、南沙客运港 - 白雲機場北間、南沙客运港 - 花城街間での直通運転・快速運転ができるという。
早期計画では、22号線は番禺広場 - 万頃沙間で18号線と路線を共有し万頃沙駅まで直通運転するが、後の計画では路線の共有がキャンセルされた。